# Геријатрија
Геријатрија је медицинска дисциплина, и део геронтологије, која се бави промовисањем здравља, превенцијом и лечењем обољења старијих лица. Геријатрију треба разликовати од геронтологије, која означава науку о старењу. Не постоји утврђено доба у коме пацијенти могу бити под надзором геријатра, или лекара геријатријске медицине, лекара који је специјализован за бригу о старијим особама. Уместо тога, ова одлука се доноси зависно од потреба пацијента и доступности стручњака. Израз геријатрија потиче од грчких речи γερων geron, са значењем „старац”, а ιατρος iatros са значењем „исцелитељ”. Не постоји дефинисана старост у којој пацијенти могу бити под бригом геријатра, или геријатријског лекара, лекара специјализованог за негу старијих људи. Уместо тога, ова одлука је вођена индивидуалним потребама пацијената и структурама неге које су им доступне. Ова нега може бити од користи онима који лече више хроничних стања или имају значајне компликације повезане са годинама које угрожавају квалитет свакодневног живота. Геријатријска нега може бити неопходна ако одговорности за негу постану све стресније или медицински сложене за породицу и неговатеље да их самостално обављају.
Постоји разлика између геријатрије и геронтологије. Геронтологија је мултидисциплинарна студија процеса старења, дефинисаног као опадање функције органа током времена у одсуству повреда, болести, ризика по животну средину или бихевиоралних фактора ризика. Међутим, геријатрија се понекад назива медицинском геронтологијом.

## Дефиниције
Геријатрија — је медицинска дисциплина, која у себи синтетизује сва медицинска знања из области превенције, дијагностике, терапије и рехабилитације старих особа.
Израз геријатрија је кованица која потиче од од речи „гери“ (стари) и „јатрос“ (лекар). Синоним за геријатрију је медицинска геронтологија.
Геронтологија — је науку о старењу...која обухвата све аспекте старења као процеса, старости као стања и старих лица као њихових носилаца, и значај ових феномена за појединце, породицу, друштвену заједницу. Геронтологија је мултидисциплинарна наука, која се састоји од много стручних научних области, које се свака са свог аспекта, бави изучавањем геронтологије.
Термин геронтологија први је предложио руски биолог и лекар Мечников.
Гератологија — као посебан термин, помиње се у последње време доста често и себи обједињује суштину појма геронтологије и геријатрије.

## Историја
Једна од осам грана традиционалног индијског система медицине, ајурведе, је јара или расајана, која је слична геријатрији. Чарака је описао умор и физичку исцрпљеност узроковане прераним старењем као резултат лоше исхране. Чарака Самита препоручује старијим пацијентима да избегавају претерано физичко или ментално оптерећење и да једу лагану, али хранљиву исхрану.
Одређени број лекара у Византијском царству студирао је геријатрију, а лекари као што је Аетијус из Амиде су очигледно били специјализовани за ову област. Александар из Трала је посматрао процес старења као природан и неизбежан облик маразма, изазваног губитком влаге у ткиву тела. Аетијусова дела описују менталне и физичке симптоме старења. Теофилус Протоспатаријус и Јоанес Актуаријус су такође разматрали ову тему у својим медицинским радовима. Византијски лекари су се обично ослањали на Орибазијева дела и препоручивали старијим пацијентима исхрану богату храном која обезбеђује „топлоту и влагу“. Такође су препоручили често купање, масажу, одмор и режиме вежбања ниског интензитета.
У Медицинском канону, који је Авицена написао 1025. године, аутор се бавио тиме да је „старцима потребно пуно сна“ и како њихова тела треба помазати уљем, и препоручивао је вежбе као што су ходање или јахање. Теза III канона говорила је о исхрани прикладној за старе људе и посветила неколико делова старијим пацијентима који имају затвор.
Арапски лекар Алгизар (око 898–980) написао је књигу о медицини и здрављу старијих особа. Он је такође написао књигу о поремећајима спавања и другу о забораву и како ојачати памћење, и расправу о узроцима смртности. Други арапски лекар у 9. веку, Ишак ибн Хунејн (умро 910), син несторијанског хришћанског учењака Хунејна Ибн Ишака, написао је Расправу о лековима за заборав.
Георге Деј је 1849. објавио Болести позног живота, једну од првих публикација на тему геријатријске медицине. Прву модерну геријатријску болницу у Београду, Србија, основао је 1881. године лекар Лаза Лазаревић.
Термин геријатрија је 1908. предложио Иља Иљич Мечников, лауреат Нобелове награде за медицину, а касније 1909. др Игнаc Лео Нашер, бивши шеф клинике амбулантног одељења болнице Маунт Синај (Њујорк) и „отац“ геријатрије у Сједињеним Државама.

### Геријатрија у Србији
У Србији постоји Геријатријска секција Српског лекарског друштва и Клиника за геријатрију КБЦ Звездара. Постоји и катедра за геронтологију Медицинског факултета у Београду.

## Опште информације
У оквиру старење у литератури се помињу две врсте старења: примарно и секундарно.
Примарно старење (или физиолошко старење) — је процес који се односи на нормалне физиолошке процесе који су одређени унутрашњим, биолошким факторима, који су неизбежни и последица су сазревања или протока времена, као нпр. менопауза.
Секундарно старење — је процес који се односи се на патолошке промене које су последица спољашњих фактора, укључујући болест, утицаје околине и понашање појединца.
Старење као процес у току кога се, лагано и постепено јављају извесне специфичности предмет су изучавања геронтологије и геријатрије. У том смислу у оквиру геронтологије, као посебна научна и медицинска дисциплина развила се геријатрија која се бави лечењем старих особа и представља медицинску дисциплину која синтетизује сва медицинска знања из области превенције, дијагностике, терапије и рехабилитације старих.
Геријатрија свој рад обједињује кроз сарадњу са другим специјалностима како би обезбедила:
- добро познавање процеса старења, његових последица, и примена у процесу унапређења разумевања и лечења старих пацијената;
- употребу специфичних инструмената или техника: свеобухватна геријатријска процена (Comprehensive Geriatric Assessment, CGA),
- дугу традицију мулти/интердисциплинарног тимског рада,
- стручно мишљење у дијагнози и лечењу геријатријских синдрома,
- борбу против дискриминације, или такозваног „ејџизма“, са нагласком на етички аспект лечења.[26]

### Карактеристике обољевања у старости
Опште карактеристике обољевања у старости су:
- мултиморбидитет,
- хроницитет,
- измењени симптоми и знаци болести,
- измењено реаговање на терапију (ресорпција, дејство и елиминација),
- удруженост физичке са психичком некада и социјалном декомпензацијом,
- социјални проблеми.[7]
- честа когнитивна и ментална оштећења, која могу бити узрок отежане самобриге, непоштовања терапијског протокола, недостатка социјалне подршке што захтева ангажовање других ради додатне неге или институционално збрињавање.[27]

## Значај
Из свега наведеног произилази колики је значај савремене геријатрије у здравственој заштити старих особа. О томе је у новијој литератури је све више научних студија које то поткрепњују нпр. овим доказима:
- У мета-анализи чији су аутори Елис и сарадници закључено је да старе особе које су по пријему у болницу биле подвргнуте свеобухватној геријатријској процени су имале већу вероватноћу да преживе.[28]
- У студија, спроведеној у Шведској, утврђено је да су пацијенти који су након прелома кука били збринути на геријатријским одељењима имали су мањи ризик од смртног исхода или поновног пријема у односу на оне коју су лечени у болницама које немају геријатријско одељење.[29]